# Plüderhausen

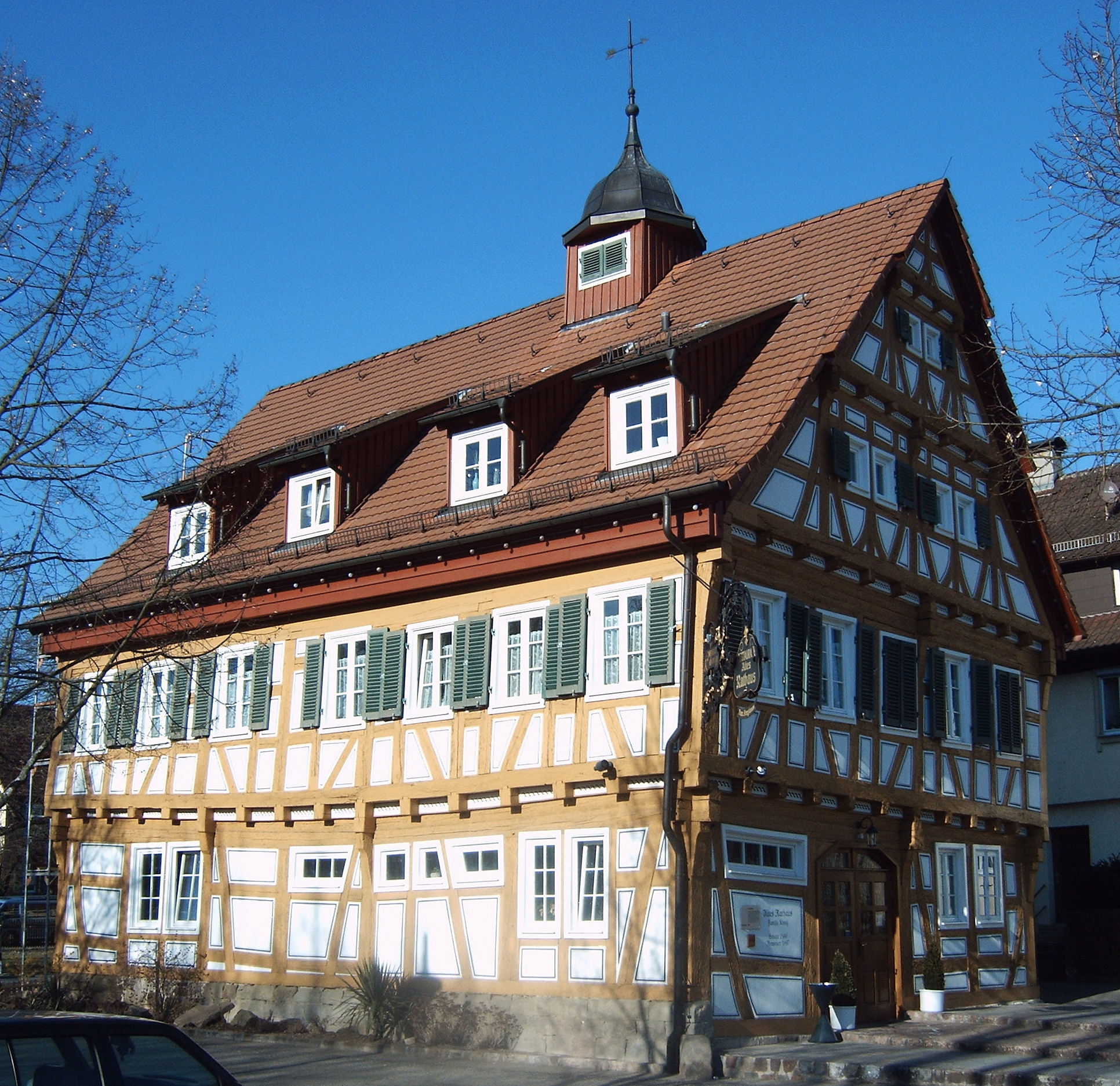
Old town hall, built in 1569

Plüderhausen là một thị xã ở huyện Rems-Murr thuộc bang Baden-Württemberg nước Đức. Đô thị này có diện tích 26,13 km², dân số thời điểm ngày 31 tháng 12 năm 2006 là 9623 người.